# Mniowice
Mniowice est une localité polonaise de la gmina de Łagiewniki, située dans le powiat de Dzierżoniów en voïvodie de Basse-Silésie.